# Pierre Hamon (flûtiste)
Pour les articles homonymes, voir Pierre Hamon (homonymie) et Hamon.
Pierre Hamon (né le 13 mai 1956 à Morlaix), est un musicien, compositeur et instrumentiste (flûtes à bec et nombreuses flûtes du monde), dont le répertoire s’étend de la musique médiévale aux musiques actuelles.

## Biographie
Le parcours de Pierre Hamon n'est pas académique. Il est d'abord autodidacte, puis il se perfectionne auprès de Walter van Hauwe à Amsterdam et joue dans les ensembles de musique médiévale Guillaume de Machaut de Paris et Gilles Binchois.
Après avoir participé depuis les années 1980, comme flûtiste à bec, au développement en France des musiques anciennes et particulièrement de la musique médiévale (membre de l’ensemble Gilles Binchois, co-directeur d’Alla francesca, initiateur de projets et enregistrements consacrés à l’œuvre de Guillaume de Machaut…), Pierre Hamon collabore d’une manière privilégiée et constante avec Jordi Savall depuis 1995. Pour approfondir sa démarche vers les musiques anciennes, il s’intéresse de près aux musiques traditionnelles d’Europe, puis des autres cultures. En 1998, il devient disciple du Pandit Hariprasad Chaurasia, grand maître de la musique hindoustanie et de la flûte bansurî, puis sa recherche des gestes et sons fondamentaux de l’humanité, le mène vers l’univers des flûtes et civilisations pré-colombiennes et des traditions amérindiennes.
En 1994, il est invité en tant que professeur pour la création de la première classe de flûte à bec en France au Conservatoire national supérieur de musique, et est depuis lors professeur au CNSMD de Lyon. Il est régulièrement invité pour des classes de maître par les principales institutions de musique ancienne, comme la Scola Cantorum Basiliensis.
Il est le compositeur et réalisateur de la musique originale du dessin animé long-métrage Pachamama de Juan Antin, produit par les studios Folivari (2018), nommé aux Césars 2019, et du court-métrage d'animation Jehanne d'Atam Rasho (2021), et de plusieurs documentaires , dont "l'école de tous les possibles" d'Anne Gautier .

## Discographie (sélective)

### Enregistrements solo
- Hypnos - Pierre Hamon, flûtes (juillet 2006, Zig-Zag Territoires ZZT090101)[5],[6] (Fiche sur medieval.org)
- Lucente Stella : Moyen Âge - XXe siècle - Pierre Hamon, flûtes (avril 1995, Opus 111 30-122)[7] (Fiche sur medieval.org)

### Directeur musical

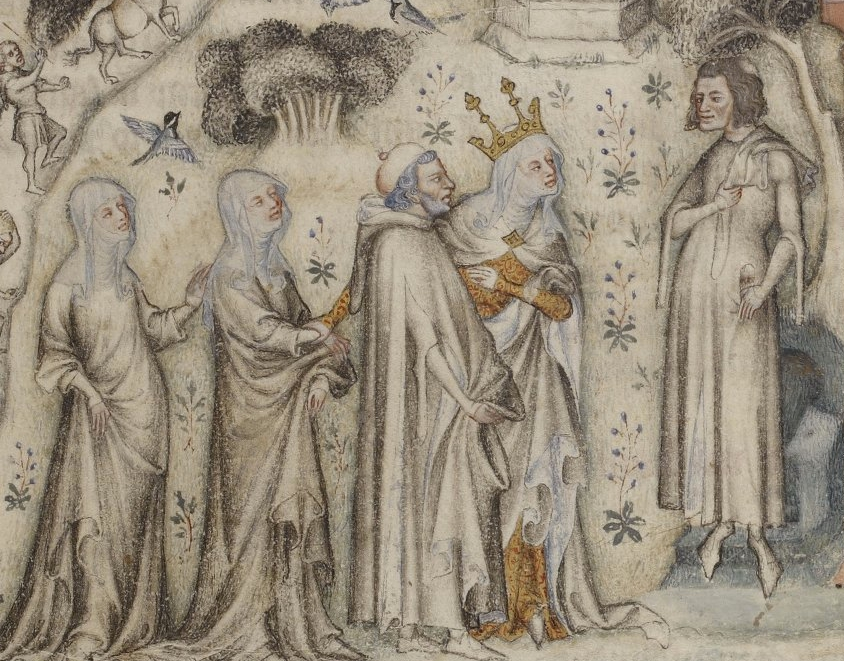
Nature offre à Guillaume de Machaut trois enfants, Sens, Rhétorique et Musique,
Miniature du XIVe siècle.

- Guillaume de Machaut, L’amoureus Tourment - Marc Mauillon, voix, Vivabiancaluna Biffi, vièle, Pierre Hamon, flûtes, cornemuse  et direction (novembre 2005, Eloquentia EL0607)[8] (Fiche sur medieval.org)
- Guillaume de Machaut, Le Remède de Fortune - Marc Mauillon, Pierre Hamon, Vivabiancaluna Biffi, Angélique Mauillon (novembre 2008, 2CD Eloquentia EL0918) (Fiche sur medieval.org)
- Guillaume de Machaut, Mon Chant vous envoy - Marc Mauillon, Angélique Mauillon, Vivabiancaluna Biffi, Pierre Hamon (juillet 2012, Eloquentia EL1342) (Fiche sur medieval.org)

### Avec Alla Francesca
En codirection avec Brigitte Lesne.

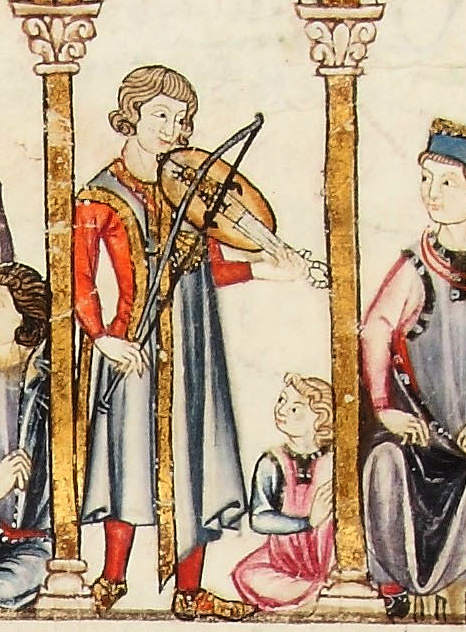
Un joueur de vielle, enluminure tirée des Cantigas de Santa María, XIIIe siècle.

- Francesco Landini et Ars Nova italienne - Alla Francesca : Emmanuel Bonnardot, Catherinne Jousselin, Brigitte Lesne, Pierre Hamon (avril 1991, Opus A11 60 9206) (Fiche sur medieval.org)
- Johannes Ciconia, Motets, Virelais, Ballate, Madrigals - Alla Francesca & Alta (octobre 1993, Opus 111 30-101) (Fiche sur medieval.org)
- Llibre Vermell de Montserrat ; Cantigas de Santa Maria - Alla Francesca (novembre 1994, Opus 111 30-131)[9]
- Gautier de Coincy, Les Miracles de Nostre-Dame - Alla Francesca (avril 1995, Opus 111 30-146)[10] (Fiche sur medieval.org)
- Richard Cœur de Lion : Troubadours et trouvères - Alla Francesca (mars 1996, Opus 111 30-170)[11] (Fiche sur medieval.org)
- Beauté parfaite : L'Automne du Moyen Age, chansons des XIVe et XVe siècles - Alla Francesca (octobre 1996, Opus 111 30-173) (Fiche sur medieval.org)
- Armes, Amours - Alla Francesca ; Alta (février 1997, Opus 111 30-221)[12] (Fiche sur medieval.org)
- D'amours loial servant : Chansons d'amour françaises et italiennes des XIVe et XVe siècles - Gérard Lesne ; Alla Francesca (14-17 février 1999, Virgin Veritas 45357)[13] (Fiche sur medieval.org)
- Le Roman de la Rose - Alla Francesca (février 2001, Opus 111 30-303) (Fiche sur medieval.org)
- Cantigas de Santa Maria - Alla Francesca (octobre 1999, Opus 111 30-308)[14] (Fiche sur medieval.org)
- Sur la terre comme au ciel : un jardin au Moyen-Âge - Discantus ; Brigitte Lesne ; Alla Francesca - Pierre Hamon (mars/avril 2002, Jade 198 796) (Fiche sur medieval.org)
- Istanpitta : Musiques de fête à la cour des Visconti en Italie à la fin du XIVe siècle - Pierre Hamon, flûtes et direction ;  Carlo Rizzo ; Alla Francesca (septembre 2002, Opus 111 30-325)[15] (Fiche sur medieval.org)
- Tristan et Yseut : France XIIIe siècle - Alla Francesca ; Brigitte Lesne & Pierre Hamon, direction (février 2004, Zig-Zag Territoires 051002)[16] (Fiche sur medieval.org)
- Mediterranea - Alla francesca,  Carlo Rizzo, Brigitte Lesne et Pierre Hamon, direction (18-20 juin 2007, Zig-Zag Territoires 090402)[17] (Fiche sur medieval.org)
- Trobar & Joglar - Alla Francesca, dir. Brigitte Lesne et Pierre Hamon (juillet 2013, Agogique 017) (Fiche sur medieval.org)
- Juifs et Trouvères : Chansons juives du XIIIe siècle en ancien français et hébreu - Alla Francesca (janvier 2014, Buda Musique 860261)[18] (Fiche sur medieval.org)

### Avec Jordi Savall
- Lux Feminæ 900-1600, Montserrat Figueras, Arianna Savall, Begoña Olavide sopranos ; Pierre Hamon, A. Lawrence-King, (août 2005, SACD Alia Vox AVSA 9847).
- Le Concert Spirituel au temps de Louis XV : Corelli, Teleman (concerto pour flûte à bec et viole de Gambe), Rameau - Le Concert des Nations, dir. Jordi Savall (Alia Vox AVSA 9877).
- plus une cinquantaine d'autres CD et Albums
- Avec Eugénie de Mey et Julien Lahaye : Exils , Trobar Project , FUG81 Label Fuga Libera, 2023

en duo  avec Norbert Rodenkirchen : De juer et de baler , et autres fantasies , Bandcamp , 2024
Fuga Libera

### Musiques de films
- 2018 : Pachamama de Juan Antin
- 2021: "Jehanne" d'Atam Rasho https://www.youtube.com/watch?v=MLMeDU2JGnQ
- 2024 : "L'école de tous les possibles" d'Anne Gautier : https://www.youtube.com/watch?v=DtT5Iv5U1v0